# Fangak County

Fangak County

Fangak County ist ein administratives Gebiet im Bundesstaat Jonglei des Südsudan. Hauptort ist Fam al Zaraf (Phom el Zaraf).

## Geographie
Das County liegt im Norden des Landes, unweit zur Grenze zum Sudan. Es ist umgeben von Koch County im Südwesten, Guit County im Westen, Ayod County im Süden, Piji County im Osten (alle im Unity State), vom Panyikang County im Upper Nile State im Nordosten und dem Ruweng County im Norden. 
Fam al Zaraf, der Hauptort, liegt östlich der Mündung des Bahr el Zeraf in den Weißen Nil.
Zeraf Island mit der Stadt Old Fangak bildet einen großen Teil des Counties und auch die Erdölkonzession Block 5A erstreckt sich zwischen Weißem Nil (Bahr el Jebel) im Westen und Bahr el Zeraf im Osten.

## Bevölkerung
2008 wurde die Bevölkerung auf 110.000 Einwohner geschätzt.
Die meisten Einwohner gehören zu den Sippen der Laak und Thiang der Nuer. Die Menschen leben von Agro-Pastoralismus, sie bauen mit traditionellen Techniken Feldfrüchte an und weiden Rinder. Die Rinder sind ein zentrales Element der Kultur. Sie bieten Milch, Fleisch und Leder und werden unter anderem als Brautpreis in Eheschließungen verwendet.

## Unruhen 2011
Im Februar 2011 attackierten Truppen des Rebellengenerals George Athor drei Außenposten der Sudan People’s Liberation Army (SPLA). Sie besetzten kurzzeitig die Stadt Fangak, bevor sie sich wieder zurückzogen als weitere SPLA-Truppen anlangten. Mehrere Menschen starben. 
Später berichtete die SPLA, dass mindestens 105 Menschen getötet worden seien, hauptsächlich Frauen und Kinder.
Der Generalsekretär der Vereinten Nationen Ban Ki-Moon rief zur unverzüglichen Anwendung des Waffenstillstands auf, welcher im Januar vereinbart worden war.
Im Juni 2011 berichtete James Maluit Ruach, der damalige Commissioner of Fangak County, dass die Situation wieder unter Kontrolle sei, aber, dass Athors Truppen Landminen verteilt hätten, welche dringend beseitigt werden müssten.